# H2g2
A h2g2 egy internetes enciklopédia. Szlogenje szerint egy „szokásostól eltérő útmutató az élethez, a világmindenséghez, meg mindenhez,” mely Douglas Adams Galaxis útikalauz stopposoknak című sci-fi sorozatából származik. Adams 1999-ben alapította, és 2001 óta a BBC működteti. Gyakran hasonlítják a Wikipédiához, de vannak eltérések a két oldal között.
A h2g2 eredetileg arra jött létre, hogy szerkesztői megoszthassák az információkat saját földrajzi elhelyezkedésükről, saját környékük szórakozási és üzleti lehetőségeiről, és így segítsenek mindenkinek a döntésben, hogy egyáltalán ellátogassanak-e oda, illetve hogy előre tudják, mi vár rájuk, ha arra járnak. A projekt azonban kinőtte a kezdeti terveket, és időközben már az éttermektől és receptektől a kvantummechanikáig és történelemig minden témában tartalmaz cikkeket. Üzleti célú reklámok elhelyezése tilos, de szabad visszajelzéseket, véleményeket írni.